# Centaurea francoi
Centaurea francoi — вид квіткових рослин айстрових (Asteraceae). Ендемік пд.-зх. Португалії.